# Tipula mecotrichia
Tipula mecotrichia är en tvåvingeart som beskrevs av Alexander 1966. Tipula mecotrichia ingår i släktet Tipula och familjen storharkrankar. Inga underarter finns listade i Catalogue of Life.